# Pleternica
Pleternica est une ville et une municipalité située en Slavonie, dans le comitat de Požega-Slavonie, en Croatie. Au recensement de 2001, la municipalité comptait 12 883 habitants, dont 97,13 % de Croates et la ville seule comptait 3 739 habitants.

## Localités
La municipalité de Pleternica compte 38 localités : 
| - Ašikovci - Bilice - Blacko - Brđani - Bresnica - Brodski Drenovac - Bučje - Buk - Bzenica - Ćosinac - Frkljevci - Gradac - Kadanovci - Kalinić - Knežci - Komorica - Koprivnica - Kuzmica - Lakušija | - Mali Bilač - Mihaljevići - Novoselci - Pleternica - Pleternički Mihaljevci - Poloje - Ratkovica - Resnik - Sesvete - Srednje Selo - Sulkovci - Svilna - Trapari - Tulnik - Vesela - Viškovci - Vrčin Dol - Zagrađe - Zarilac |